# Hordak
Hordak és un personatge de ficció dins de l'univers de Masters of the Univers.
És el principal antagonista de She-Ra i antic mestre d'Skeletor. Va segrestar a Adora, bessona de He-Man quan aquesta era un nadó en un atac al palau d'Eternia.

## Aparicions en mitjans
- Masters of the Universe: Línia de figures d'acció (1982-1987).
- He-Man and the Masters of the Universe: sèrie de televisió (1983-1985).
- He-Man and She-Ra:The Secret of the Sword (1985).
- He-Man & She-Ra: A Christmas Special (1985)
- Masters of the Universe vs. The Snake Men (2002–2004).
- She-Ra and the Princesses of Power (2018–2020)
- Masters of the Universe Classics: Línia de figures d'acció (2008).
- He-Man and the Masters of the Universe (2012): Sèrie de còmics de DC comics.
- Masters of the Universe: Revelation/Revolution (2021–2024) Sèrie de Netflix.